# Ghosts of Abu Ghraib
Ghosts of Abu Ghraib ist ein Dokumentarfilm aus dem Jahr 2007 unter der Regie von Rory Kennedy, der die Ereignisse des Folterskandals von Abu Guhraib im Jahr 2004 untersucht. Der Film wurde am 19. Januar 2007 auf dem Sundance Film Festival 2007 uraufgeführt.

## Inhalt
Im Film kommen erstmals sowohl irakische Opfer (die in der Türkei interviewt wurden) als auch Wärter zu Wort, die direkt an den Folterungen im Gefängnis beteiligt waren. Im Film geht Regisseur Rory Kennedy der Frage nach, wie „normale Soldaten“ zu solchen Taten fähig waren. Der Film stellt die Folterungen als Ergebnis einer Militär- und Regierungspolitik die, die in einem Klima von Angst und Chaos, unzureichender Ausbildung und unzureichenden Ressourcen umgesetzt wurde.
Anhand dieser Interviews zeichnet der Film die Ereignisse nach, die zu dem Skandal führten, beginnend mit den Terroranschläge am 11. September 2001. Unter Verwendung von Filmmaterial aus dem Milgram-Experiment in den 1960er Jahren legt der Film nahe, dass die meisten Menschen in der Lage sind, auf Befehl unmenschliche Handlungen gegen andere Menschen zu begehen.

## Verbreitung
Der Film wurde am 22. Februar 2007 auf HBO ausgestrahlt und wurde beim Human Rights Watch Film Festival, beim Cleveland International Film Festival sowie beim Oslo International Film Festival gezeigt. 2008 wurde der Film beim 23. Internationalen Dokumentarfilmfestival gezeigt.
Der Film stieß in Medien auf einiges Interesse und wurde ausführlich diskutiert.
Working Films bespielte mit Ghosts of Abu Ghraib 2008 eine landesweite Kampagne gegen Folter, die von der National Religious Campaign Against Torture, der American Civil Liberties Union, religiösen Gruppen und anderen Gruppen im Kampf gegen die Deckung der Folter durch die Politik von George Bush unterstützt wurde.

## Auszeichnungen
Ghosts of Abu Ghraib wurde bei der 59. Primetime-Emmy-Verleihung 2007 in den Kategorien Dokumentation (Spezial), Regie für eine Dokumentation, Schnitt für eine Dokumentation sowie Tonbearbeitung für eine Dokumentation nominiert. Der Film gewann den Preis für Dokumentation (Spezial).